# Akoda
Akoda è una suddivisione dell'India, classificata come nagar panchayat, di 11.034 abitanti, situata nel distretto di Bhind, nello stato federato del Madhya Pradesh. In base al numero di abitanti la città rientra nella classe IV (da 10.000 a 19.999 persone).

## Geografia fisica
La città è situata a 26° 33' 05 N e 78° 53' 12 E.

## Società

### Evoluzione demografica
Al censimento del 2001 la popolazione di Akoda assommava a 11.034 persone, delle quali 6.073 maschi e 4.961 femmine. I bambini di età inferiore o uguale ai sei anni assommavano a 1.957, dei quali 1.040 maschi e 917 femmine. Infine, coloro che erano in grado di saper almeno leggere e scrivere erano 6.185, dei quali 4.103 maschi e 2.082 femmine.